# 戰國BASARA系列
《戰國BASARA》是CAPCOM發行的动作游戏系列，第一作为PS2遊戲，後續作品亦有登場於PSP、PS3、PS4、Wii等平台，惡魔獵人團隊參與製作。第一作《戰國BASARA》於北美及歐洲的名稱為《Devil Kings》。
BASARA在日語可解作婆娑羅，是當時下級貴族的一種「僭越行為」；不避諱自己的身份高低而穿著華貴的衣服，以及言行舉止上逾越本分的故做風雅。足利幕府第一代將軍足利尊氏在幕府管理的基本方針中予以禁止。其風潮的代表性人物為源家足利氏首席執事，高師直；其他諸如佐佐木道譽、土岐頼遠等等，均在日本古典文學《太平記》中以「婆娑羅大名」稱之，並且加以批判。
2009年4月1日於TBS系播放電視動畫。第二季動畫《戰國BASARA貳》於2010年7月11日開始播放。
2014年7月5日於日本電視台播放《戰國BASARA：Judge End》，連同製作小組的人員也大幅更換。
2019年6月24日推出Android與iOS雙平台手機遊戲《戰國BASARA 戰鬥派對》。

## 概要
以日本的戰國時代作為舞台，第三身視角的3D動作遊戲。遊戲風格與戰國無雙非常相似，不過具有惡搞和現代的要素，很多人將兩個作品作為比較。在遊戲裡的各種舞台、人物設定作了許多大膽地修改，塑造出非常有趣且顛覆歷史的劇情。
遊戲裡的每位武將都有各自擅長的武器招式和必殺技，只要連續按同一按鈕即可使出各種威力強大且華麗的招式。登場的各武將角色打破了時空的限制，進行夢幻的對決，讓故事朝著原創的新走向發展，許多壯志未酬的武將們能在玩家的手中實現平定亂世征服天下的夢想。

## 特色
遊戲加進了很多現代、惡搞及對其他著名作品的戲仿成份。如下：
- 伊達政宗會說英語（當時日本人說英語的可能性甚低，而政宗的其中一招「Jet-X」的「Jet（噴射）」在當時是未來的事物），其搭檔片倉小十郎具備著極道特徵，另外其軍隊帶有暴走族性質。
- 真田幸村和武田信玄的師徒關係和個性讓人會想起高達G中的多蒙·卡修和東方不敗。其屬下猿飛佐助的衣服呈現軍事迷彩的顏色。
- 前田慶次有著孩子王的性格，喜愛京都的熱鬧、慶典、櫻花和酒，另外與史實不同的是，慶次是為了過不受「管教」的自由生活而來到京都。
- 豐臣秀吉的形象從史實上的｢猴子｣升級成｢大猩猩｣。
- 慶次和豐臣秀吉的造型和故事有著北斗神拳的味道，而秀吉的造型、個性與戰鬥風格明顯有拳王拉歐的影子。
- 本多忠勝的造型戰鬥模式則令人聯想起機動戰士鋼彈，其主人德川家康帶有機器人駕駛員的性質。
- 阿松和前田利家是對恩愛的夫婦，另外阿松能召喚動物戰鬥。
- 阿松的變身動畫和伊月的造型會讓人想到魔法少女。
- 伊月是一原創角色，是金太郎的少女版本，其武器皆以神道教神祇命名。
- 織田信長被設定為第六天魔王的形像，在動畫裡更是凸顯出其跋扈及兇暴的人物性格。
- 明智光秀被描寫成手持鐮刀宛如一名死神，此外他嗜虐又帶點變態的心理更是深植于台詞中。
- 濃姬的造型，令人聯想到女特務。
- 森蘭丸被設定成天真無邪的小孩，出陣成功時都會有金平糖當獎品。
- 政宗、幸村和濃姬的第八把武器，則是惡魔獵人的主角所用過的武器（但到第三代則取消）。
- 長宗我部元親被描寫成猶如海盜，有著獨眼造型（史實上並非獨眼），還有想得到寶藏的慾望和海上男兒的直爽性格，甚至擁有類似星際大戰中的巨大四足兵器。
- 毛利元就被描述成冷酷且詭計多謀的策略家，藐視屬下的性命，服裝儀容帶有秋葵的特徵。游戏中他的武器可以控制我方士兵。
- 上杉謙信的外貌猶如女性（主要是依據傳說上杉是女人的說法而來，但遊戲中性別不明），與手下春日有如百合戀的味道，本人和其軍團皆帶有寶塚歌劇團風格。
- 島津義弘棲身於像是南洋叢林的九州，十分好酒。
- 今川義元從史記中的肥胖形象改變成瘦子，身穿公家服還帶有像小丑的特徵。
- 薩比其實是從史實中來到日本的傳教士聖方濟·薩威改編，和胖虎一樣有著「你的東西就是我的東西，我的東西還是我的東西」的信念。其軍隊有時喊出「我有異議！」及天國審判的言論，則是惡搞逆轉裁判系列。
- 北条氏政是個有些神经质的老人家，會召喚祖先的幽靈戰鬥。
- 淺井長政的外型和行為舉止活像是超人力霸王和假面騎士，其屬下「五本槍」很明顯是來自超級戰隊。
- 阿市被描寫成個性陰沉且有自虐傾向，有地獄少女的味道（也請配閻魔愛的能登麻美子擔任聲優）。
- 本願寺顯如崇拜金錢與肌肉，他和其軍團的造型和言行則是戲仿魁!!男塾。
- 島津的酒和顯如的藥丸具有著類似大力水手波菜的功能。
- 松永久秀被描寫成是個為求慾望而活，並且善用火藥（史實上他是以火藥自殺）。
- 動畫中伊達軍的馬上裝著類似機車的排氣管和把手。
- 石田三成擺脫了祥瑞的形象，取而代之的是墮天使般的復仇者。
- 大谷吉繼外型猶如騎乘魔毯的木乃伊。
- 雜賀孫市被設定成第三代雜賀孫市的女性，武器為手槍並且有著牛仔的風格。
- 黑田官兵卫被设计成衣衫褴褛的囚犯形象，同時他的招式「穴倉落し」和第二套服裝則是戲仿快打旋風4的桑吉爾夫和柯迪。
- 直江兼续在本游戏中成了一个纯粹为搞笑而生的上杉军武将（虽是大众脸，但头盔上还是有史籍记载的“爱”字），喜歡说自己是“无敌的主角”，但每次都很容易被打倒。
- 最上義光被設定成一位喜愛飛行、崇尚品味，以高貴紳士自居的丑角，他的所有事物都是以「超○○」的方式命名。
- 小早川秀秋被設定成一位個性軟弱、喜好嚐遍天下美食的領主。
- 大友宗麟被設定成一位西化、被寵壞的小孩，其屬下立花宗茂雖為猛將但內心話很多，而且十分懼內。
- 足利義輝被設定成說話豪邁的戰國創始者，手上的笏可以變成各種武器。
- 島左近被設定為喜歡擲骰子、喜愛賭博且身手輕巧的青年。
- 柴田勝家的設定是個過去因謀反失敗而放棄一切，只遵守命令行事的織田尖兵，擁有特殊能力「切層」。
- 山中鹿之介是尼子十勇士的見習生，但卻因主君尼子晴久失蹤而與鹿老大一同搜查。其搭檔鹿老大其實是隻母鹿，台詞以顏文字表現。
- 後藤又兵衛被設定成性格殘忍的武將，會以「處刑」來殺害對手，其服裝與動作具備著恐龍的特徵。
- 井伊直虎被設定成對男性懷有對抗意識的女性主義者，其軍隊是本作中唯一的女兵。
- 京極瑪麗亞被設定成有著異國風味的舞者，戰鬥時動作猶如韻律體操選手。
- 千利休被設定成雙重人格的茶人，戰鬥時動作猶如超能力者。
- 大部分人物的第七把武器幾乎都是惡搞成日常物品。

## 人物列表
○為該代有出場，且玩家能選擇遊玩的角色。
□為該代有出場，但玩家無法選擇遊玩的NPC角色。
■為未出場。
●為僅出現在動畫影片或遊戲中圖片的角色
戰國BASARA=B1
戰國BASARA2=B2
戰國BASARA2：英雄外传=2H
戰國BASARA：X=BX
戰國BASARA：BATTLE HEROES=BH
戰國BASARA3=B3
戰國BASARA：CHRONICLE HEROES=CH
戰國BASARA3：宴=3U
戰國BASARA4=B4
戰國BASARA4：皇=4S
| 人物名稱     | 配音              | 武器                       | 惡搞武器                                  | 稱號              | 属性  | B1 | B2 | 2H | BX | BH | B3 | CH | 3U | B4 | 4S |
| 伊達政宗     | 中井和哉          | 武士刀×6                   | 亞拉斯特爾→排氣管→球棒                    | 奥州筆頭          | 雷    | ○  | ○  | ○  | ○  | ○  | ○  | ○  | ○  | ○  | ○  |
| 真田幸村     | 保志總一朗        | 槍×2                       | 斯巴達→火柴棒→掏耳棒                      | 天霸絶槍          | 炎    | ○  | ○  | ○  | ○  | ○  | ○  | ○  | ○  | ○  | ○  |
| 織田信長     | 若本規夫          | 劍+霰彈槍                  | 紙扇→卒塔婆→加油棒                        | 征天魔王          | 闇    | ○  | ○  | ○  | ○  | ○  | ○  | ○  | ○  | ○  | ○  |
| 猿飛佐助     | 子安武人          | 手裏劍×2                   | 黑膠唱片→BASARA一代的遊戲光碟→棒棒糖→拉麵 | 蒼天疾駆          | 闇    | ○  | ○  | ○  | □  | ○  | □  | ○  | ○  | ○  | ○  |
| 濃姬         | 日野由利加        | 手槍×2                     | 黑檀+象牙                                 | 繚乱無比          | 炎    | ○  | ○  | ○  | □  | ○  | ■  | ○  | ■  | ●  | ●  |
| 上杉謙信     | 朴璐美            | 長刀（居合）               | 花束→天鵝                                 | 神速聖将          | 氷    | ○  | ○  | ○  | ○  | ○  | □  | ○  | ○  | □  | ○  |
| かすが(春日) | 桑谷夏子          | 輪宝→苦無×8                | 釣餌→溜溜球                               | 月下為君          | 闇→光 | ○  | ○  | ○  | □  | ○  | □  | ○  | ○  | □  | ○  |
| 武田信玄     | 玄田哲章          | 軍配斧                     | 大扇→撈金魚用的紙網                       | 戰神霸王          | 炎    | ○  | ○  | ○  | □  | ○  | ●  | ○  | ○  | □  | ○  |
| いつき(伊月) | 川上倫子→澤城美雪 | 大槌                       | 魔法手杖                                  | 天真爛漫          | 氷    | ○  | ○  | ○  | ■  | ○  | ■  | ○  | ■  | ■  | ■  |
| ザビー(薩比) | 鹽屋浩三          | 火箭筒×2                   | 擴音器                                    | 南蛮我道          | 炎    | ○  | ○  | ○  | ■  | ○  | ●  | ○  | ■  | ■  | ■  |
| 森蘭丸       | 下和田裕貴        | 弓                         | 巧克力香蕉                                | 破邪清真          | 雷    | ○  | ○  | ○  | □  | ○  | ■  | ○  | ■  | ●  | ●  |
| 明智光秀     | 速水獎            | 鎌刀×2                     | 刀+叉→電吉他+麥克風                       | 冷眼下瞰          | 闇    | ○  | ○  | ○  | ■  | ○  | ■  | ○  | ■  | □  | □  |
| 前田利家     | 坪井智浩          | 三又槍                     | 旗魚→鮪魚                                 | 槍之又左 豪放磊落 | 炎    | ○  | ○  | ○  | □  | ○  | □  | ○  | ○  | □  | ○  |
| 阿松         | 甲斐田裕子        | 長劍→薙刀                  | 掃把→熊掌手杖                             | 賢才瞬麗          | 氷→風 | ○  | ○  | ○  | □  | ○  | □  | ○  | ○  | □  | ○  |
| 島津義弘     | 緒方賢一          | 大劍                       | 竹刀→酒瓶→關東煮→蒼蠅拍                   | 一刀必殺          | 雷    | ○  | ○  | ○  | ■  | ○  | ○  | ○  | ○  | ○  | ○  |
| 本多忠勝     | 無                | 機巧槍                     | 超大隻的蜻蜓→地球儀→樹→理髮院用的旋轉燈   | 戰國最強          | 雷    | ○  | ○  | ○  | ○  | ○  | ○  | ○  | ○  | ○  | ○  |
| 德川家康     | 大川透            | 槍→拳套                    | 炸蝦→螺旋手甲→拳擊手套                    | 東照權現          | 雷→光 | □  | □  | ○  | □  | ○  | ○  | ○  | ○  | ○  | ○  |
| 長曾我部元親 | 石野龍三          | 碇槍                       | 釣竿→掛海洋生物的魚槍                     | 天衣無縫          | 炎    | □  | ○  | ○  | ○  | ○  | ○  | ○  | ○  | ○  | ○  |
| 北條氏政     | 宮澤正            | 鹿刀槍                     | 提燈                                      | 老成剛毅          | 氷    | □  | □  | ○  | ■  | ○  | □  | ○  | ○  | ■  | ■  |
| 毛利元就     | 中原茂            | 采配→輪刀                  | 彩虹輪刀→花圈→甜甜圈                      | 詭計智将          | 炎→光 | □  | ○  | ○  | ○  | ○  | ○  | ○  | ○  | ○  | ○  |
| 今川義元     | 鹽屋浩三          | 扇子                       | 紙牌                                      | 虚張声勢          | 光    | □  | □  | ○  | ■  | ○  | ■  | ○  | ■  | ■  | ■  |
| 前田慶次     | 森田成一          | 超刀・朱槍                 | 神籤→紙傘→毛筆                            | 絢麗豪壮          | 風    | ■  | ○  | ○  | ○  | ○  | ○  | ○  | ○  | ○  | ○  |
| 豐臣秀吉     | 置鮎龍太郎        | 籠手                       | 鋼製籠手→暖爐手套                         | 裂界武帝          | 光    | ■  | ○  | ○  | ○  | ○  | ●  | ○  | ■  | ○  | ○  |
| 竹中半兵衛   | 石田彰            | 蛇腹劍                     | 國旗→新幹線                               | 蒼烈瞬躙          | 闇    | ■  | ○  | ○  | ○  | ○  | ●  | ○  | ■  | ○  | ○  |
| 片倉小十郎   | 森川智之          | 刀×2                       | 蔥→直笛X2→大蔥                            | 仁吼義侠          | 雷    | ■  | □  | ○  | ○  | ○  | □  | ○  | ○  | ○  | ○  |
| 風魔小太郎   | 無                | 十字手裏劍→對刀            | 大頭針→紙風車→棉花糖                      | 疾風翔慟          | 雷→風 | ■  | □  | ○  | ■  | ○  | ○  | ○  | ○  | ○  | ○  |
| 淺井長政     | 辻谷耕史          | 刀                         | 油紙傘→交通指揮棒                         | 信義不倒          | 光    | ■  | □  | ○  | □  | ○  | ■  | ○  | ■  | ○  | ○  |
| 阿市         | 能登麻美子        | 双頭薙刀→魔手              | 稻草人→淺井娃娃的魔手→骨手                | 幻妖言惑          | 闇    | ■  | □  | ○  | ○  | ○  | ○  | ○  | ○  | ○  | ○  |
| 本願寺顯如   | 辻親八            | 錫杖                       | 啞鈴                                      | 信財成皇          | 雷→光 | ■  | □  | ○  | ■  | ○  | ■  | ○  | ■  | ■  | ■  |
| 宮本武藏     | 浪川大輔          | 櫂&木刀                    | 鐵棒+鐵棍                                 | 天驚動地          | 無    | ■  | ○  | ○  | ■  | ○  | ■  | ○  | ■  | ■  | □  |
| 松永久秀     | 藤原啟治          | 宝刀＆火藥                 | 宴會用蠟燭→點火槍                         | 天我獨尊          | 炎    | ■  | ■  | □  | ■  | □  | ■  | □  | ○  | ○  | ○  |
| 石田三成     | 關智一            | 刀                         | 魔術棒→網球拍                             | 君子殉凶          | 闇    | ■  | ■  | ■  | ■  | ■  | ○  | ○  | ○  | ○  | ○  |
| 大谷吉繼     | 立木文彥          | 念珠                       | 暖爐桌→幽靈船                             | 寥星跋扈          | 闇    | ■  | ■  | ■  | ■  | ■  | ○  | ■  | ○  | ○  | ○  |
| 雜賀孫市     | 大原沙耶香        | 手槍×10                    | 竹槍→喇叭                                 | 煙鳥翔華          | 炎    | ■  | ■  | ■  | ■  | ■  | ○  | ■  | ○  | ○  | ○  |
| 黑田官兵衛   | 小山力也          | 鐵球                       | 劍玉→賽錢箱                               | 機略重鈍          | 風    | ■  | ■  | ■  | ■  | ■  | ○  | ■  | ○  | ○  | ○  |
| 鶴姬         | 小清水亞美        | 弓箭                       | 紙鶴+紙飛機→雛鳥巢                        | 純白可憐          | 氷    | ■  | ■  | ■  | ■  | ■  | ○  | ■  | ○  | ○  | ○  |
| 小早川秀秋   | 福山潤            | 鍋                         | 瓢蟲殼→問答節目用的答題按鈕               | 無明秋夜          | 炎    | ■  | ■  | ■  | ■  | ■  | □  | ■  | ○  | ○  | ○  |
| 天海         | 速水奨            | 錫杖鎌×2                   | 羽球版→手術刀&注射針筒                    | 慈眼傍觀          | 闇    | ■  | ■  | ■  | ■  | ■  | □  | ■  | ○  | ○  | ○  |
| 最上義光     | 白鳥哲            | 指揮刀                     | 鮭魚→馬桶棒                               | 勿怪跳躍          | 氷    | ■  | ■  | ■  | ■  | ■  | □  | ■  | ○  | ○  | ○  |
| 立花宗茂     | 稻田徹            | 雷切(電鋸X2)               | 電磁鐵→枴杖                               | 青天白日          | 雷    | ■  | ■  | ■  | ■  | ■  | □  | ■  | ○  | ○  | ○  |
| 大友宗麟     | 杉山紀彰          | 驅動國崩                   | 觔斗雲→薩比小天使                         | 古今奔放          | 光    | ■  | ■  | ■  | ■  | ■  | □  | ■  | ○  | ○  | ○  |
| 足利義輝     | 池田秀一          | 笏(可變形刀、槍、弓、輪盤) | 瑞士刀                                    | 天政奉還          | 震    | ■  | ■  | ■  | ■  | ■  | ■  | ■  | ■  | □  | ○  |
| 島左近       | 中村悠一          | 雙刀&踢擊                  | 電吉他&貝斯                               | 雙天來舞          | 風    | ■  | ■  | ■  | ■  | ■  | ■  | ■  | ■  | ○  | ○  |
| 柴田勝家     | 岡本信彥          | 逆刃薙                     | 鋼筆                                      | 破願一望          | 風    | ■  | ■  | ■  | ■  | ■  | ■  | ■  | ■  | ○  | ○  |
| 山中鹿之介   | 入野自由          | 雙節棍                     | 螃蟹&章魚香腸                             | 明察麒麟          | 光    | ■  | ■  | ■  | ■  | ■  | ■  | ■  | ■  | ○  | ○  |
| 後藤又兵衛   | 三木真一郎        | 奇刃                       | 圓規                                      | 執心流浪          | 雷    | ■  | ■  | ■  | ■  | ■  | ■  | ■  | ■  | ○  | ○  |
| 井伊直虎     | 坂本真綾          | 巨劍                       | 附紙套的筷子                              | 剛潔撫虎          | 炎    | ■  | ■  | ■  | ■  | ■  | ■  | ■  | ■  | ○  | ○  |
| 京極瑪麗亞   | 澤城美雪          | 布                         | 蛇                                        | 愛染艷花          | 風    | ■  | ■  | ■  | ■  | ■  | ■  | ■  | ■  | □  | ○  |
| 千利休       | 櫻井孝宏          | 扇子                       | 大阪燒                                    | 侘美寂美          | 感    | ■  | ■  | ■  | ■  | ■  | ■  | ■  | ■  | ■  | ○  |

## 遊戲

### 戰國BASARA（第一作）
登場人物
玩家可使用武將
伊達政宗、真田幸村、織田信長、濃姬、上杉謙信、武田信玄、伊月、薩比、森蘭丸、明智光秀、春日、前田利家、阿松、猿飛佐助、島津義弘、本多忠勝
敵方武將
德川家康、長曾我部元親、北條氏政、毛利元就、今川義元

### 戰國BASARA2
登場人物
玩家可使用武將
伊達政宗、真田幸村、織田信長、濃姬、上杉謙信、武田信玄、伊月、薩比、森蘭丸、明智光秀、春日、前田利家、阿松、猿飛佐助、島津義弘、本多忠勝、毛利元就、長曾我部元親、前田慶次、豐臣秀吉、竹中半兵衛、宮本武藏
敵方武將
德川家康、北條氏政、今川義元、片倉小十郎、風魔小太郎、淺井長政、阿市、本願寺顯如
本作中，今次追加了前作沒有的故事模式、大武鬥會，並且強化了原本的天下統一模式。戰場數量一次暴增到48個，相對的是各個戰場的大小大多比前作還來的小，有些戰場可能花個不到十分鐘就可以完成。
遊戲改進了前作的連擊系統，鼓勵玩家在戰鬥中使用各種攻擊手段來累積連擊數，使得不管是使用哪個角色都有可能在一場戰鬥之中達到破千的連擊數（一些以連擊為主的角色甚至可以達到遊戲的最高連擊數99999Hit）並且當達成百人斬之後將可以使用二代新增的「戰極狂驅（戦極ドライブ）」，在此模式中玩家將不會被擊倒、攻擊速度強化，並且可以使用攻擊力更強的「究極BASARA技」，等級高的武將甚至可以將戰極累積到二段或是三段以增加戰極的持續時間，不過相對的本作的對方的武將也可能會發動戰極，大大的增加了武將戰的挑戰性。
二代成功的將前作的精華保留，並且新加入的要素也將遊戲性及耐玩性更加的發揚光大。但是其要素的收集之艱難卻也是本作的缺點，要取得每個人的最強武器必須要破一百場大武鬥會，商店中販售的道具價格通常也不低，後期的商品可能到要玩好幾十場戰役才能賺取足夠的錢，大大的磨掉了不少玩者的耐心。但也因為這樣，使許多玩家加意研究，也就出現了相當快速的賺錢法。大武鬥會方面，也能以技術換取時間，熟練的玩家大約只需一至二小時就可過關。
總結而論，二代的表現比起一代各方面都有著大幅的進步，就一騎當千類型的遊戲來說是一款很傑出的作品。

### 戰國BASARA2：英雄外傳
CAPCOM於2007年11月29日發售的系列新作，同時發售在Wii和PS2兩個平台上。前作無法使用的所有敵武將也大都改為可用角色 包括片倉小十郎、阿市、淺井長政、本願寺顯如、風魔小太郎、德川家康、北條氏政以及今川義元，並且新增一名敵武將松永久秀。
本作也增加多達16個新關卡以及八種對戰模式。並且將遊戲畫風由土林誠老師奔放豪邁的水墨畫風改為2D賽璐璐式畫風，系統以及選單等畫面也都重新設定。PS2版本的本作亦可承繼2代所有角色能力，武器道具...等資料存檔，而Wii版的紀錄存檔則是可以直接互通（註：Wii是戰國BASARA2以及英雄外傳一同發行）。

### 戰國BASARA：X
2007年，戰國BASARA發行了首款街機遊戲戰國BASARA：X（發音Cross），是一款橫縱式格鬥遊戲。大型機台在2008年4月發行。PS2版2008年6月26日發售。

### 戰國BASARA：熱戰英雄
登場人物
玩家可使用武將
伊達政宗、真田幸村、織田信長、濃姬、上杉謙信、武田信玄、伊月、薩比、森蘭丸、明智光秀、春日、前田利家、阿松、猿飛佐助、島津義弘、本多忠勝、片倉小十郎、風魔小太郎、前田慶次、德川家康(少年)、本願寺顯如、長曾我部元親、豐臣秀吉、竹中半兵衛、宮本武藏、北條氏政、今川義元、淺井長政、阿市、毛利元就
2009年春季推出的 PSP 戰國動作遊戲《戰國BASARA：熱戰英雄（戦国BASARA BATTLE HEROES）》。承襲原作世界觀與角色設定，並採用嶄新的 2 對 2 團隊對戰動作玩法。三十名武將將有各自的故事模式。
對戰中各角色所能施展的招式主要區分為 2 大類型，分別為以遠距離攻擊來牽制對手行動的「牽制技」，以及充分反應角色特色的強力攻擊招式「固有技」。除此之外並具備特殊防禦迴避技巧以及提升能力的「熱驅（Drive）」系統等，2009年4月9日發售。
本作引入了《鋼彈系列》的戰鬥系統，部分關卡會以「戰力值」決定關卡勝敗條件。

### 戰國BASARA3
遊戲將以西元1600年所發生的關原之戰為背景，在這場戰役中對抗雙方各自動員了超過10萬兵力，是終結戰國亂世的一場決定性戰爭。
登場人物
玩家可使用武將
德川家康、石田三成、伊達政宗、真田幸村、島津義弘、本多忠勝、毛利元就、長曾我部元親
黑田官兵衛、鶴姬、風魔小太郎、阿市、前田慶次、大谷吉繼、雜賀孫市
織田信長
敵方武將（不可使用，NPC）
上杉謙信、春日、前田利家、阿松、猿飛佐助、北條氏政
片倉小十郎、小早川秀秋、天海、最上義光、立花宗茂、大友宗麟
地方領主
宇都宮廣綱、佐竹義重、南部晴政、尼子晴久、姉小路賴綱、直江兼續

### 戰國BASARA：年代群雄
登場人物
玩家可使用武將
伊達政宗、真田幸村、織田信長、濃姬、上杉謙信、武田信玄、伊月、薩比、森蘭丸、明智光秀、春日、前田利家、阿松、猿飛佐助、島津義弘、本多忠勝、片倉小十郎、風魔小太郎、前田慶次、德川家康(少年)、本願寺顯如、長曾我部元親、豐臣秀吉、竹中半兵衛、宮本武藏、北條氏政、今川義元、淺井長政、阿市、毛利元就，追加角色為德川家康(青年)和石田三成
2011年7月21日發售，平台為PSP（下載版僅有PSPgo、PlayStation Vita支援）
遊戲以西元1600年所發生的關原之戰為背景，在這場戰役中對抗雙方各自動員了超過10萬兵力，是終結戰國亂世的一場決定性戰爭。
本作是一款集合《戰國BASARA》系列中大家都極為熟悉、充滿個人魅力的英雄們，在群雄割據的戰國時代中，展開一場場激烈戰鬥的動作遊戲。本作以天下一統為目標的「天下統一戰記」為主，任務模式變成以東軍（德川家康）或是西軍（石田三成）為主，各勢力需要完成50個任務才能通關。
本作採用前作《戰國BASARA：熱戰英雄》的戰鬥系統，並追加空中牽制技等新動作。
初回版附贈了一張有SEGA推出的「真田幸村」特製PR卡片，使用於《戰國大戰》，就能在該遊戲中，以《戰國BASARA》的形象使用真田幸村。
由於伊月的配音員川上倫子在2011年6月9日過世，因此本作仍收錄其配音作為紀念。

### 戰國BASARA3：宴
2011年11月10日發售
《戰國BASARA3：宴》是承襲《戰國BASARA3》世界觀的衍生新作，採用符合副標題「宴」含意的戲劇性歡樂風格走向。
追加收錄新角色：松永久秀、片倉小十郎、猿飛佐助、小早川秀秋、天海、最上義光、立花宗茂、大友宗麟、上杉謙信、春日、前田利家、阿松、北條氏政和武田信玄。
另外根據官方網站的角色介紹頁面，全部收錄武將也達到 30 名。
本作所有模式皆可 2 人合作遊玩，並追加豐富新模式以及新系統，遊戲內容將大幅增量。

### 戰國BASARA：高解析度合輯
2012年8月30日發售
集合曾在PS2登場的《戰國BASARA》（初代）、《戰國BASARA 2》、《戰國BASARA2：英雄外傳》，重新以高解析度的畫面於PS3登場之遊戲。
配合BSR48所設計之「戦国BASARA 第1回BSR48選抜総選挙 ドラマCD 〜Soul revolution〜」所收錄前七大人氣武將之劇場CD，被作為本遊戲之限定特典紀念品。

### 戰國BASARA4
2014年1月23日發售
故事背景設定為平行世界的室町時代末期~戰國初期
主題為「戰國創世」
已知新武將有島左近、柴田勝家、山中鹿之介、後藤又兵衛、井伊直虎
已知重新登場的武將有伊達政宗、石田三成、豐臣秀吉、竹中半兵衛、織田信長、真田幸村、猿飛佐助、德川家康、本多忠勝、前田慶次、天海、小早川秀秋、長宗我部元親、雜賀孫市、鶴姬、黑田官兵衛、淺井長政、阿市、大谷吉繼、毛利元就、最上義光、島津義弘
已知敵武將足利義輝、明智光秀、武田信玄、前田利家、阿松、京極瑪麗亞、上杉謙信、春日。

### 戰國BASARA4：皇
2015年7月23日發售
本作追加新武將具有雙重人格的千利休，加前作『4』的敵武將和32名玩家武將總共40名，似乎也做了角色外表上的微調
另外要注意的是在輪盤中不幸抽到「天罰」時，有一定機率宮本武藏會出來亂場，這點要格外小心

### 戰國BASARA：烈傳系列：真田幸村傳
2016年8月25日發售
本作追加新武將為真田昌幸和真田信之，以及少年時期的幸村（弁丸）和政宗（梵天丸）
本作有進行中文化，是戰國BASARA系列中第一款中文化的遊戲。

### 戰國BASARA 戰鬥派對
2019年6月24日，於Android與iOS同時開始營運的手機遊戲
以操作六角陣列發動常態攻擊，遊戲主旨為「目標！戰國最頂峰！」（目指せ！TOP OF THE 戦国！！）
根據過往家用版設定，額外追加了部分的極稀有派生武將，另有別於家用版的各種特殊模式，同時部分物品為課金制
於日本時間（UTC+9）2020年12月21日當天晚上9點半結束營運

## 電視動畫
2009年4月1日開始在TBS系部分電視台播放，並於第12話播放完畢時，預告「2010年 第二期 出陣!」的消息。全13話。
2010年4月11日宣佈第二季動畫「戰國BASARA貳」（「貳」讀作英文「two」）於2010年7月4日開始在TBS系全28台播放，但之後因「鋼之鍊金術師 FULLMETAL ALCHEMIST」延後一週完結，故將放送日期延至2010年7月11日開始。全13話。
2014年7月5日「戰國BASARA：Judge End」開始在日本電視台播放，連同製作小組的人員也大幅更換。但注意點是本作以三代劇情(有加三宴的部份劇情)為主，並重新開始。和前兩季及劇場版劇情並無任何關聯。

### 工作人員
- 原作：CAPCOM（「戰國BASARA」系列）
- 原作監修：小林裕幸（CAPCOM）、山本真（CAPCOM）
- 監督：川崎逸朗
- 助理監督：鹽谷直義
- 人物原案：土林誠/CAPCOM
- 人物設定、總作畫監督：大久保徹
- 系列構成：
- 美術監督：吉原俊一郎（第1季）、高峯義人
- 美術設定：成田偉保
- 色彩設計：廣瀬泉、佐藤真由美（第2季）
- 特殊效果：村上正博
- 3D效果：佐藤敦
- 攝影監督：大庭直之
- 編輯：今井大介
- 音響監督：岩浪美和
- 音樂：澤野弘之
- 音樂製作：flying DOG
- 音樂協力：外村敬一（日本索尼音樂）
- 音樂製作人：櫻井裕子
- 製作人：寺西史、木下哲哉、前田俊博、和田丈嗣、金庭惠、吉村行夫、野崎圭一、岩佐芳弘
- 動畫製作人：中武哲也
- 動畫製作：Production I.G
- 第1季製作：TEAM BASARA（松竹、波麗佳音、Production I.G、電通、flying DOG、每日放送、中部日本放送）
- 第2季製作：TEAM BASARA（松竹、波麗佳音、Production I.G、電通、flying DOG）、毎日放送

### 動畫登場人物
動畫聲優同遊戲聲優

#### 第1季
伊達軍：
- 伊達政宗：中井和哉(日本)；梁興昌(台灣)
- 片倉小十郎：森川智之(日本)；陳幼文(台灣)

武田軍：
- 真田幸村：保志總一朗(日本)；李景唐(台灣)
- 猿飛佐助：子安武人(日本)；陳幼文(台灣)
- 武田信玄：玄田哲章(日本)；林谷珍(台灣)

前田軍：
- 前田慶次：森田成一(日本)；蔣鐵城(台灣)
- 前田利家：坪井智浩(日本)；林谷珍(台灣)
- 阿松：甲斐田裕子(日本)；傅其慧(台灣)

上杉軍：
- 上杉謙信：朴璐美(日本)；傅其慧(台灣)
- 春日：桑谷夏子(日本)；傅其慧(台灣)
- 直江兼續：伊丸岡篤；李景唐(台灣)

長曾我部軍：
- 長曾我部元親：石野龍三(日本)；李景唐(台灣)

毛利軍：
- 毛利元就：中原茂(日本)；蔣鐵城(台灣)

島津軍：
- 島津義弘：緒方賢一；陳幼文(台灣)

今川軍：
- 今川義元：鹽屋浩三(日本)；蔣鐵城(台灣)

北條軍：
- 北條氏政：宮澤正(日本)；陳幼文(台灣)
- 風魔小太郎：無聲音演出

松永軍：
- 松永久秀：藤原啟治(日本)；林谷珍(台灣)

織田屬德川軍：
- 德川家康：大川透(日本)；蔣鐵城(台灣)
- 本多忠勝：無聲音演出

織田屬淺井軍：
- 淺井長政：辻谷耕史(日本)；梁興昌(台灣)
- 阿市：能登麻美子(日本)；傅其慧(台灣)

織田軍：
- 織田信長：若本規夫(日本)；陳幼文(台灣)
- 濃姬：日野由利加(日本)；傅其慧(台灣)
- 森蘭丸：下和田裕貴(日本)；傅其慧(台灣)
- 明智光秀：速水獎(日本)；梁興昌(台灣)

原作遊戲有配音員但動畫版中有登場卻無台詞的角色
- 本願寺顯如
- 薩比
- 伊月

#### 第2季
伊達軍：
- 伊達政宗：中井和哉
- 片倉小十郎：森川智之

武田軍：
- 真田幸村：保志總一朗
- 小山田信茂：古谷徹
- 猿飛佐助：子安武人
- 武田信玄：玄田哲章

前田軍：
- 前田慶次：森田成一
- 前田利家：坪井智浩
- 阿松：甲斐田裕子

上杉軍：
- 上杉謙信：朴璐美
- 春日：桑谷夏子
- 直江兼續：伊丸岡篤

長曾我部軍：
- 長曾我部元親：石野龍三

毛利軍：
- 毛利元就：中原茂
- 赤川元保：興津和幸

島津軍：
- 島津義弘：緒方賢一
- 宮本武藏：浪川大輔

豐臣屬松永軍：
- 松永久秀：藤原啟治
- 風魔小太郎：（無）

織田軍殘黨：
- 阿市：能登麻美子

其他人物：
- 織田信長：若本規夫（登場僅聲音、怨念形體）

豐臣屬德川軍：
- 德川家康：大川透
- 本多忠勝：（無）

豐臣軍：
- 豐臣秀吉：置鮎龍太郎
- 竹中半兵衛：石田彰
- 石田三成：關智一

#### 劇場版
伊達軍：
- 伊達政宗：中井和哉
- 片倉小十郎：森川智之

武田軍：
- 真田幸村：保志總一朗
- 猿飛佐助：子安武人
- 武田信玄：玄田哲章

德川軍：
- 德川家康：大川透
- 本多忠勝：（無）

石田軍：
- 石田三成：關智一
- 大谷吉繼：立木文彥

前田軍：
- 前田慶次：森田成一
  - 夢吉：桑谷夏子

上杉軍：
- 上杉謙信：朴璐美

長曾我部軍：
- 長曾我部元親：石野龍三

毛利軍：
- 毛利元就：中原茂

最上軍：
- 最上義光：白鳥哲

其他人物：
- 豐臣秀吉：置鮎龍太郎（登場於石田三成的回憶）
- 淺井長政：辻谷耕史（登場僅靈體）

小早川軍：
- 小早川秀秋：福山潤
- 天海：速水獎
- 阿市：能登麻美子

織田軍：
- 織田信長：若本規夫

原作遊戲有配音員但劇場版中有登場卻無台詞的角色
- 前田利家
- 阿松
- 春日
- 直江兼續
- 竹中半兵衛（登場於石田三成的回憶）
- 姉小路賴綱
- 尼子晴久
- 宇都宮廣綱
- 佐竹義重

#### Judge End
以遊戲原作「戰國BASARA3」為故事基礎，與動畫前兩作及劇場版劇情無關連
德川軍：
- 德川家康：大川透
- 本多忠勝：（無）
- 酒井忠次：西川貴教

豐臣軍→石田軍：
- 石田三成：關智一
- 大谷吉繼：立木文彥
- 竹中半兵衛：石田彰
- 豐臣秀吉：置鮎龍太郎

伊達軍：
- 伊達政宗：中井和哉
- 片倉小十郎：森川智之

武田軍：
- 真田幸村：保志總一朗
- 猿飛佐助：子安武人
- 武田信玄：玄田哲章

前田軍：
- 前田慶次：森田成一
- 阿松：甲斐田裕子
- 前田利家：（僅登場無台詞）

上杉軍：
- 上杉謙信：朴璐美
- 春日：桑谷夏子

長曾我部軍：
- 長曾我部元親：石野龍三

毛利軍：
- 毛利元就：中原茂

島津軍：
- 島津義弘：緒方賢一
- 宮本武藏：（僅登場無台詞）

北條軍：
- 北條氏政：宮澤正
- 風魔小太郎：（無）

黑田軍：
- 黑田官兵衛：小山力也

伊予河野軍：
- 鶴姬：小清水亞美

雜賀眾：
- 雜賀孫市：大原沙耶香

小早川軍：
- 小早川秀秋：福山潤
- 天海：速水獎

大友軍：
- 大友宗麟：杉山紀彰
- 立花宗茂：稻田徹

織田軍殘黨：
- 阿市：能登麻美子
- 磯野員昌：上田燿司

#### 學園BASARA
『學園BASARA』（がくえんバサラ）是來自「如果『戰國BASARA』的登場人物在現在的社會中成為「BASARA學園」的學生・教師的話」的設定，也是以在動畫・漫畫・電玩等2次創作中最流行的「學園IF故事」所創作出的作品。與『戰國～』雖然沒有直接聯繫，但各角色的性格，以及與其他角色的關係和互動都是以原作為準。
原作來自卡普空出版的漫畫合輯『學園BASARA』。這次電視動畫版也同樣是來自於這本合輯的內容，声優也與『戰國～』大致相同，主題曲同樣與過去系列作品一樣，由西川貴教負責。（這也是西川從2018年起，首度以本人名義發售單曲，而非以T.M.Revolution的名義）。
另外電視動畫版再次在TBS系列中播出，但本次由TBS主導，預計2018年10月播映。然後製作公司・主要的工作人員也與以前的『戰國～』系列不同。

##### 工作人員（學園）
- 原作 - CAPCOM（「學園BASARA」）[7]
- 原作監修 - 小林裕幸・山本真（CAPCOM）[7]
- 導演- 大原実[7]
- 系列構成 - 三浦浩児[7]
- 角色設定 - 高田晴仁[7]
- 總作画監督 - 相坂ナオキ[7]
- 美術監督 - 荒井和浩[7]
- 道具設計 - 小川浩[7]
- 色彩設計 - 福田由布子[7]
- 攝影監督 - 織田頼信[7]
- 編輯 - 池田康隆[7]
- 音響監督 - 岩浪美和[7]
- 音響制作 - DAX INTERNATIONAL[7]
- 音樂 - 立山秋航[7]
- 劇判制作 - ハイキックエンタテインメント[7]
- 動畫製作協助 - マル画ファクトリー[7]
- 動畫製作 - Brain's Base[7]

##### 登場角色（學園）
※因為與過往作品的設定有異，所以簡單記載如下。
1年級學生
- 伊達政宗 - 中井和哉[7]
  - 1年1組，隸屬棒球部。
- 真田幸村 - 保志總一朗[7]
  - 1年1組，隸屬足球部。
- 德川家康 - 增田俊樹[7]
  - 1年2組。現在，由於前學生会長（秀吉）被解職，目前正在競選新会長。
- 石田三成 - 關智一[7]
  - 1年2組。因為秀吉解職事件而與家康對立，自己也正在競選新会長。
- 前田慶次 - 森田成一[7]
  - 1年1組。因為愛流浪，所以經常休學。
- 長曾我部元親 - 石野龍三[7]
  - 1年4組。學園的番長。
- 毛利元就 - 中原茂[7]
  - 1年4組。隸屬吹奏部（部長）。
- 島左近 - 中村悠一
  - 1年3組。（跳級入學）對三成相當尊敬並協助他的競選活動。
- 柴田勝家 - 岡本信彦
  - 1年3組。（與左近同様跳級入學）看似菁英學生，實際上卻是個前不良少年。
- 鶴姫 - 小清水亞美
  - 1年4組。隸屬占卜同好會。擅長用飛鏢占卜並因為相當準確而受到好評。
- 小早川秀秋 - 福山潤
  - 1年4組。隸屬火鍋同好會。外表看似少年而個性懦弱。
- 後藤又兵衛 - 三木真一郎
  - 1年1組。個性纏人，對於不喜歡的人會逐一列入他的「閻魔帳」，極度痛恨政宗。

2年級學生
- 片倉小十郎 - 森川智之[7]
  - 2年1組，隸屬棒球部。（捕手）
- 猿飛佐助 - 子安武人[7]
  - 2年1組，隸屬足球部及新聞部。
- 春日 - 桑谷夏子[7]
  - 2年1組。隸屬新体操部。
- 淺井長政 - 辻谷耕史[7]
  - 2年3組。風紀委員長。
- 阿市 - 能登麻美子[7]
  - 2年3組。風紀委員。織田學園長的妹妹。
- 大谷吉繼 - 立木文彦
  - 2年4組。為了幫助三成成為學生會長，日夜專注於秘密活動。
- 前田利家 - 坪井智浩
  - 2年4組。隸屬田徑部。
- 阿松 - 甲斐田裕子
  - 2年4組。隸屬田徑部。與利家是一對熱戀的情侶。
- 竹中半兵衛 - 石田彰
  - 2年2組。前學生會副會長，現在因為秀吉被解職的事情而遭到停學並且行蹤不明。
- 黑田官兵衛 - 小山力也
  - 2年2組。不知何時開始，就在本人也不知道的情況下，雙手被銬上一個付有輪胎的手枷，而且還因為找不到鑰匙而無法取下。

3年級學生
- 本多忠勝
  - 3年1組。為了讓家康選上學生会長而勤於選舉活動。
- 風魔小太郎
  - 3年1組。隸屬新聞部。像疾風一樣又像疾風一樣離去而擅於隠密行動、專門負責新聞部的秘密取材。

教師・學園關係者
- 上杉謙信 - 朴璐美[7]
  - 美術担当。新体操部的顧問老師。
- 武田信玄 - 玄田哲章[7]
  - 体育老師，也是足球部的顧問。
- 明智光秀 - 速水獎[7]
  - 校醫。
- 織田信長 - 若本規夫[7]
  - BASARA學園的學園長。同時也是「本能寺學園」的學園長。
- 雜賀孫市 - 大原沙耶香
  - 物理老師。會用百發百中的粉筆子彈特別照顧不良學生。過去似乎與長曾我部相識。
- 伊月 - 澤城美雪
  - 學園食堂的廚娘。外表看似小女孩但年齢不詳，深愛米飯，並且還有粉絲俱樂部。

##### 主題曲（學園）
主題曲
作詞：君島零，作曲：遠藤和斗、深澤祐貴，編曲：遠藤和斗、久下真音，主唱：EIGHT OF TRIANGLE
片尾曲『Be Affected』
作詞、作曲、編曲：Fear, and Loathing in Las Vegas，主唱：西川貴教與Fear, and Loathing in Las Vegas

##### 各話列表（學園）
| 話數     | 日文標題 | 中文標題                                  | 劇本                 | 分鏡   | 演出                            | 作畫監督                |
| -------- | -------- | ----------------------------------------- | -------------------- | ------ | ------------------------------- | ----------------------- |
| 第一話   |          | 天下分水嶺的操場爭奪戰!                   | 三浦浩児             | 大原實 | 大原實                          | 、岡本智                |
| 第二話   |          | 隱密!佐助的工作寶藏狂想曲                 | 三浦浩児             | 大原實 | 山内東生雄                      | 福山貴人、南伸一郎      |
| 第三話   |          | 風起雲湧的投手惡之花道                    | 福嶋幸典             | 大原實 | 真野玲                          | 新保卓郎                |
| 第四話   |          | 火炎的應援合戰戀愛的期中考試大作戰        | 福嶋幸典             | 大原實 | 關田修、中野彰子                | 南伸一郎、中野彰子      |
| 第五話   |          | 激突!BASARA先生誰是BASARA的鐵人           | 三浦浩児             | 大原實 | 石踊宏                          | 渋谷一彦                |
| 第六話   |          | 少女們的宴會去郊遊吧                      | 山内東生雄、中野彰子 | 大原實 | 福山貴人、中野彰子              |                         |
| 第七話   |          | 燃燒吧!BASARA祭                           | 真野玲               | 大原實 | 新保卓郎、越貴文 田中良（動作） |                         |
| 第八話   |          | 我與在下官兵衛的火熱之夜                  | 福嶋幸典             | 大原實 | 前園文夫、中野彰子              | 南伸一郎、中野彰子      |
| 第九話   |          | 敲響那座鐘的﹑難不成是!歡迎來到戰國BASARA | 三浦浩児             | 大原實 | 真野玲                          | 新保卓郎、山川拓己      |
| 第十話   |          | 安靜的大騷動!?出動!!關原的陰謀            | 福嶋幸典             | 大原實 | 石踊宏                          | 渋谷一彦                |
| 第十一話 |          | 突然的避難訓練蠢貨們的狂宴                | 福嶋幸典             | 大原實 | 真野玲                          | 新保卓郎 田中良（動作） |
| 第十二話 |          | BASARA學園最漫長的一天                    | 三浦浩児             | 大原實 | 大原實                          |                         |

### 主題曲／插入曲
第1季
- 片頭曲

「JAP」（第1話 - 第12話）
作詞：西川貴教，作曲：柴崎浩，編曲：abingdon boys school，歌：abingdon boys school
- 片尾曲

「Break & Peace」 （第1話 - 第12話）
作詞、作曲：Ray，編曲：岸利至，歌：DUSTZ
「dear sunshine」 （第13話）
作詞、作曲、編曲：DAIGO，歌：DAIGO☆STARDUST
- 插入曲

「Unravel」（第6話）
作詞、作曲：DAIGO，編曲：MASAHIKO "DATTI" IIDA，歌：DAIGO☆STARDUST
（第6話）
作詞、作曲：石川智晶，編曲：，歌：石川智晶
第2季
- 片頭曲

「SWORD SUMMIT」（第1話 - 第11話）
作詞：井上秋緒，作曲、編曲：淺倉大介，歌：T.M.Revolution
- 片尾曲

「El Dorado」 （第1話 - 第6話）
作詞、作曲：，編曲：Angelo & 福田真一朗，歌：Angelo
「FATE」 （第7話 - 第11話）
作詞、作曲：，編曲：Angelo & 福田真一朗，歌：Angelo
「SWORD SUMMIT」（第12話）
- 插入曲

「涙腺」（第3話）
作詞、作曲：石川智晶，編曲：，歌：石川智晶
（第12話）
作曲：Satomi，作曲、編曲：本間昭光，歌：May'n
第3季「Judge End」
- 片頭曲

「Thunderclap」
作詞、作曲、編曲、歌：Fear, and loathing in Las Vegas
- 片尾曲

「北極星 〜ポラリス〜」
作詞、作曲：石川智晶，編曲：MATERIAL WORLD，歌：石川智晶

### 各話標題
| 話數               | 日文標題                             | 中文標題                                              | 劇本       | 分鏡       | 演出              | 作畫監督                                                       |
| 第1季              | 第1季                                | 第1季                                                 | 第1季      | 第1季      | 第1季             | 第1季                                                          |
| ------------------ | ------------------------------------ | ----------------------------------------------------- | ---------- | ---------- | ----------------- | -------------------------------------------------------------- |
| 第一話             |                                      | 蒼紅-宿命的邂逅！                                     | 武藤泰之   | 川崎逸朗   | 川崎逸朗          | 大久保徹                                                       |
| 第二話             |                                      | 戰慄-桶狹間的遭遇                                     | 武藤泰之   | 鹽谷直義   | 鹽谷直義          | 淺野恭司                                                       |
| 第三話             |                                      | 浪子-前田慶次！                                       | 武藤泰之   | 長沼範裕   | 長沼範裕          | 佐佐木啓悟                                                     |
| 第四話             |                                      | 搖曳緋之華-喚悲之信義！                               | 武藤泰之   | 川崎逸朗   | 江崎慎平          | 藤原宏樹                                                       |
| 第五話             |                                      | 壯絕-長篠・設樂原的義戰                               | 武藤泰之   | 鏑木宏     | 宇井良和          | 山田正樹 千葉崇明 佐佐木啓悟                                   |
| 第六話             |                                      | 被撕裂的羈絆-政宗屈辱退兵！                           | 武藤泰之   | 川崎逸朗   | 新留俊哉          | 淺野恭司                                                       |
| 第七話             |                                      | 掠奪之梟雄-雙龍月下的賭命對決                         | 武藤泰之   | 大平直樹   | 鈴木健太郎        | 大久保徹 山本美佳                                              |
| 第八話             |                                      | 腥風血雨之寺-小十郎身陷險境                           | 武藤泰之   | 川崎逸朗   | 安藤健            | 藤原宏樹 山本美佳 高橋瑞香                                     |
| 第九話             |                                      | 甲斐之虎、逝於御勅使川！                              | 武藤泰之   | 川崎逸朗   | 江崎慎平          | 千葉崇明 篠田知宏                                              |
| 第十話             |                                      | 幸村一蹶不振！？-伊達軍含淚解散！！                   | 武藤泰之   | 川崎逸朗   | 高柳佳幸          | 佐佐木啓悟 萩原弘光                                            |
| 第十一話           |                                      | 光秀謀反-火燒本能寺！！                               | 武藤泰之   | 野村和也   | 野村和也          | 浅野恭司 千葉道德                                              |
| 第十二話           |                                      | 安土城天守-賭上未來的死鬥！！                         | 武藤泰之   | 川崎逸朗   | 新留俊哉 川崎逸朗 | 大久保徹 千葉崇明 芳垣祐介                                     |
| 第十三話           |                                      | 瀨戶內激戰-噴火的海上大要塞・富嶽！！                 | 武藤泰之   | 板垣伸     | 板垣伸            | 大久保徹                                                       |
| 第2季              |                                      |                                                       |            |            |                   |                                                                |
| 第一話             |                                      | 亂世重現-裂界武帝・豐臣秀吉降臨！                     | 武藤泰之   | 野村和也   | 野村和也          | 大久保徹                                                       |
| 第二話             |                                      | 失去的右眼-被斬裂的龍背！                             | 武藤泰之   | 拙者五郎   | 拙者五郎          | 千葉崇明                                                       |
| 第三話             |                                      | 慶次對利家-手取川邊的嗚咽不可動搖的思念！             | 武藤泰之   | 萩原弘光   | 萩原弘光          | 淺野恭司                                                       |
| 第四話             |                                      | 安土城的亡靈-襲擊幸村的悲嘆和魔鬼的咆哮！             | 武藤泰之   | 德土大介   | 德土大介          | 飯島弘也 德也悠我                                              |
| 第五話             |                                      | 誓言的烙印-獨眼龍對軍神 人取橋的對峙！                | 武藤泰之   | 黑柳利允   | 黑柳利允          | 太田惠子 手塚響平                                              |
| 第六話             |                                      | 充滿威脅的豐臣・毛利同盟-撕裂汪洋的霸道豪拳！！       | 武藤泰之   | 板垣伸     | 板垣伸            | 千葉崇明 田中春香                                              |
| 第七話             |                                      | 到達最南端・薩摩之地-幸村、邂逅新的男子漢！！         | 武藤泰之   | 鏑木宏     | 木村延景          | 片桐貴悠 頂真司                                                |
| 第八話             |                                      | 舊友悲傷的重逢-她是刻骨銘心的昔日記憶！               | 武藤泰之   | 江崎慎平   | 江崎慎平          | 京極義昭 淺野恭司                                              |
| 第九話             |                                      | 龍與鬼-尾張的激烈衝突！爆走！伊達・長曾我部聯合軍！！ | 武藤泰之   | 野村和也   | 安藤健 萩原弘光   | 德也悠我 中村純子 手塚響平 矢向宏志                            |
| 第十話             |                                      | 復活的幼虎！改造大要塞・日輪的威脅、東去！！          | 武藤泰之   | 板垣伸     | 板垣伸            | 千葉崇明 飯島弘也 京極義昭 田中春香 石井明治 中村光宣          |
| 第十一話           |                                      | 霸走豐臣大部隊！認真的慶次、斷腸的拔刀！！            | 武藤泰之   | 龜井幹太   | 宇井良和 江崎慎平 | 頂真司 片桐貴悠 秋山一則                                       |
| 第十二話           |                                      | 蒼紅決死戰！吹拂於激戰盡頭的風聲！！                  | 武藤泰之   | 野村和也   | 野村和也          | 淺野恭司 千葉崇明 萩原弘光 手塚響平 鶴田仁美 德也悠我 桑名郁朗 |
| 第十三話           | 竜虎、頂の誓い! 熱き未来へ駆ける魂!! | 龍虎，至上誓言！奔向灼熱未來的靈魂！！                | 武藤泰之   | 野村和也   | 徳野悠我 宇井良和 | 千葉崇明 手塚響平                                              |
| 第3季（Judge End） |                                      |                                                       |            |            |                   |                                                                |
| 第一話             |                                      | 決別                                                  | 高橋奈津子 | 佐野隆史   | 佐野隆史          | 徳田夢之介                                                     |
| 第二話             |                                      | 亂世                                                  | 高橋奈津子 | 佐野隆史   | 高林久弥          | 小林利充                                                       |
| 第三話             |                                      | 同盟                                                  | 高橋奈津子 | 川口敬一郎 | 有江勇樹          | 鈴木美音織                                                     |
| 第四話             |                                      | 迷走                                                  | 高橋奈津子 | 佐野隆史   | 林宏樹            | 澤田美香、太田都 谷拓也、安田周平 滝川和男                     |
| 第五話             |                                      | 敗北                                                  | 渡邊大輔   | 矢野雄一郎 | 依田正彦          | 野口寛明、石井哲哉 白井裕美子、西真由子                        |
| 第六話             |                                      | 宣言                                                  | 高橋奈津子 | 川口敬一郎 | 又野弘道          | 小山知洋、菅野芳弘 青井清年、山崎展善 丸山匡彦、樽澤雄二       |
| 第七話             |                                      | 闇黒                                                  | 渡邊大輔   | 高林久弥   | 高林久弥          | 徳田夢之助、滝口禎一 谷野美穂                                  |
| 第八話             |                                      | 約定                                                  | 高橋奈津子 | 佐野隆史   | 仁昌寺義人        | 垣野内成美、齊藤格 澤田美香                                    |
| 第九話             |                                      | 關原                                                  | 高橋奈津子 | 佐野隆史   | 依田正彦          | 野口寛明、石井哲哉 南伸一郎                                    |
| 第十話             |                                      | 死鬥                                                  | 高橋奈津子 | 川口敬一郎 | 有江勇樹          | 阿部智之、鈴木美音織 小池恵                                    |
| 第十一話           |                                      | 審判                                                  | 渡邊大輔   | 佐野隆史   | 高林久弥 平林拓真 | 滝口禎一、谷野美穂 小林利充                                    |
| 第十二話           |                                      | 目標                                                  | 高橋奈津子 | 佐野隆史   | 平林拓真          | 野口寛明、徳田夢之介 小林利充、千葉道徳                        |

### 播放電視台
日本深夜動畫：下文記載的日本国内播放時間使用日本標準時間（UTC+9）表示。因為部分時間标识會採用30小时制，因此請留意这类超过24:00的时间，其實際播放時間為翌日清晨。
| 播放地區   | 播放電視台   | 播放日期                 | 播放時間（UTC+9）          | 所屬電視網 | 備考           |
| 第1季      | 第1季        | 第1季                    | 第1季                      | 第1季      | 第1季          |
| ---------- | ------------ | ------------------------ | -------------------------- | ---------- | -------------- |
| 中京廣域圈 | 中部日本放送 | 2009年4月1日 - 6月17日   | 星期三 25時29分 - 25時59分 | TBS系列    | 製作局（共同） |
| 山梨縣     | 山梨電視台   | 2009年4月2日 - 6月18日   | 星期四 26時25分 - 26時55分 | TBS系列    |                |
| 關東廣域圈 | TBS電視台    | 2009年4月3日 - 6月19日   | 星期五 26時25分 - 26時55分 | TBS系列    |                |
| 近畿廣域圈 | 每日放送     | 2009年4月4日 - 6月20日   | 星期六 25時58分 - 26時28分 | TBS系列    | 製作局（共同） |
| 北海道     | 北海道放送   | 2009年4月4日 - 6月20日   | 星期六 26時13分 - 26時43分 | TBS系列    |                |
| 宮城縣     | 東北放送     | 2009年4月7日 - 6月23日   | 星期二 25時34分 - 26時04分 | TBS系列    |                |
| 福岡縣     | RKB每日放送  | 2009年4月8日 - 6月24日   | 星期三 27時05分 - 27時35分 | TBS系列    |                |
| 日本全國   | GyaO         | 2009年4月12日 - 6月28日  | 星期日 12時00分更新        | 網路電視   | 有重播         |
| 日本全國   | Animax       | 2009年5月12日 - 7月28日  | 星期二 22時00分 - 22時30分 | CS放送     |                |
| 第2季      |              |                          |                            |            |                |
| 日本全國   | MBS/TBS系    | 2010年7月11日 - 9月26日  | 星期日 17時00分 - 17時30分 | TBS系列    | MBS單獨製作    |
| 日本全國   | NICONICO動畫 | 2010年7月31日 - 10月16日 | 星期六 24時00分更新        | 網路電視   |                |

第1季總集篇
當作第2季動畫播放前的劇情回顧，第1季總集篇『戰國BASARA：宴EDITION』主要放送於日本沒播過第1季的地區，預定兩週內在各地播放完畢。上卷播放第1季1-6話精華，下卷播放第1季7-12話精華，第2季的PV也連帶公開。上、下卷片長各50分鐘，共100分鐘。
| 播放地區       | 播放電視台     | 播放日期                                | 播放時間（UTC+9）                                     |
| -------------- | -------------- | --------------------------------------- | ----------------------------------------------------- |
| 岡山縣、香川縣 | 山陽放送       | 上卷 2010年6月20日 下卷 2010年7月4日    | 星期日 26時50分 - 27時50分 星期日 26時05分 - 27時05分 |
| 山形縣         | TVU山形        | 上卷 2010年6月22日 下卷 2010年6月23日   | 星期二 24時50分 - 25時50分 星期三 24時20分 - 25時20分 |
| 廣島縣         | 中國放送       | 上下卷 2010年6月26日                    | 星期六 25時43分 - 27時43分                            |
| 鳥取縣・島根縣 | 山陰放送       | 上卷 2010年6月27日 下卷 2010年7月4日    | 星期日 26時05分 - 27時05分 星期日 25時20分 - 26時20分 |
| 富山縣         | 鬱金香電視台   | 上卷 2010年6月29日 下卷 2010年6月30日   | 星期二 26時45分 - 27時45分 星期三 25時35分 - 26時35分 |
| 石川縣         | 北陸放送       | 上卷 2010年6月30日 下卷 2010年7月1日    | 星期三 25時55分 - 26時55分 星期四 26時10分 - 27時10分 |
| 愛媛縣         | 愛電視台       | 上卷 2010年7月2日 下卷 2010年7月9日     | 星期五 25時20分 - 26時20分                            |
| 宮城縣         | 東北放送       | 上卷 2010年7月2日 下卷 2010年7月9日     | 星期五 26時30分 - 27時30分                            |
| 沖繩縣         | 琉球放送       | 上卷 2010年7月3日 下卷 2010年7月4日     | 星期六 14時00分 - 15時00分 星期日 16時00分 - 17時00分 |
| 山口縣         | 山口電視台     | 上卷 2010年7月4日 下卷 2010年7月5日     | 星期日 24時50分 - 25時50分 星期一 25時15分 - 26時15分 |
| 青森縣         | 青森電視台     | 上卷 2010年7月7日 下卷 2010年7月8日     | 星期三 25時40分 - 26時40分 星期四 25時30分 - 26時30分 |
| 山梨縣         | 山梨電視台     | 上卷 2010年7月7日 下卷 2010年7月8日     | 星期三 27時10分 - 28時10分 星期四 27時10分 - 28時10分 |
| 近畿廣域圈     | 毎日放送       | 上卷 2010年7月8日 下卷 2010年7月9日     | 星期四 25時50分 - 26時50分 星期五 26時10分 - 27時10分 |
| 岩手縣         | IBC岩手放送    | 上下卷 2010年7月9日                     | 星期五 25時40分 - 27時40分                            |
| 日本全國       | BANDAI CHANNEL | 上卷 2010年7月9日 - 下卷 2010年7月9日 - | 網路電視（限時免費）                                  |
| 靜岡縣         | 靜岡放送       | 上下卷 2010年7月10日                    | 星期六 26時18分 - 28時18分                            |
| 新潟縣         | 新潟放送       | 上卷 2010年7月30日 下卷 2010年7月31日   | 星期五 27時05分 - 28時05分 星期六 27時13分 - 28時13分 |

| 中部日本放送 星期三25:29-25:59節目 | 中部日本放送 星期三25:29-25:59節目     | 中部日本放送 星期三25:29-25:59節目 |
| ---------------------------------- | -------------------------------------- | ---------------------------------- |
|                                    | 戰國BASARA （2009年4月1日-6月17日）    |                                    |
|                                    | 海物語〜有你相伴〜                     |                                    |
| 每日放送 星期四25:58-26:28節目     |                                        |                                    |
| 深淵傳奇                           | 戰國BASARA （2009年4月4日-6月20日）    | 化物語                             |
| MBS/TBS系 星期日17:00-17:30節目    |                                        |                                    |
| 鋼之鍊金術師 FULLMETAL ALCHEMIST   | 戰國BASARA貳 （2010年7月11日-9月26日） | STAR DRIVER 閃亮的塔科特           |

| 台灣 Animax 星期六14:00-16:00 | 台灣 Animax 星期六14:00-16:00      | 台灣 Animax 星期六14:00-16:00 |
| ----------------------------- | ---------------------------------- | ----------------------------- |
|                               | 戰國BASARA劇場版 （2011年8月25日） |                               |
| 空之境界                      | —                                  |                               |

| 台灣 衛視中文台 星期六14:00-15:00 | 台灣 衛視中文台 星期六14:00-15:00        | 台灣 衛視中文台 星期六14:00-15:00 |
| --------------------------------- | ---------------------------------------- | --------------------------------- |
|                                   | 戰國BASARA （2012.10.27 - 2012.12.08）   |                                   |
| 旅行應援團                        | 戰國BASARA貳 （2012.12.15 - 2013.01.19） |                                   |

| 台灣 衛視中文台 星期六14:00-15:00      | 台灣 衛視中文台 星期六14:00-15:00             | 台灣 衛視中文台 星期六14:00-15:00 |
| -------------------------------------- | --------------------------------------------- | --------------------------------- |
|                                        | 戰國BASARA貳 （2012.12.15 - 2013.01.19）      |                                   |
| 戰國BASARA （2012.10.27 - 2012.12.22） | 王牌投手 振臂高揮 （2013.01.26 - 2013.04.20） |                                   |

## 劇場版
《戰國BASARA -The Last Party-》2011年6月4日，劇場版於日本當地上映；半年後開始販售DVD。
而在2012年台北國際書展，由台灣代理商曼迪傳播先行舉辦座談會，之後2012年3月2日在台灣上映。

## 電視劇
MBS從2012年7月12日開始、BS-TBS則是從2012年9月4日開始播放。主演為林遣都及武田航平。

### 人物
- 伊達政宗 - 林遣都
- 真田幸村 - 武田航平
- 片倉小十郎 - 德山秀典
- 猿飛佐助 - 井澤勇貴
- 上杉謙信 - 有末麻祐子
- 春日 - 落合恭子
- 濃姬 - 長澤奈央
- 明智光秀 - 樋口夢祈
- 森蘭丸 - 椎名鯛造
- 武田信玄 - 岩永洋昭
- 織田信長 - GACKT
- 旁白 - 白善哲

### 幕後製作
- 監督：松田圭太、アベユーイチ
- 武打監督：小原剛
- 原作：CAPCOM（「戰國BASARA」系列）
- 原作監修：小林裕幸・山本真（CAPCOM）
- 劇本：高橋奈津子、山口亮太
- 音樂：長嶌寬幸
- 製作人：大垣修也、片山武志、高松武史、村田亮、丸山博雄
- 攝影：高橋創
- 照明：常谷良男
- 美術：平井淳郎
- 錄音：永口靖
- 編集：古波津陽
- 音響效果：田中俊
- 造型師：池田友紀
- 特殊造型師：土肥良成、織田尚
- 助監督：伊藤良一
- 製作擔當：篠原大成
- 鑄件：中里慶
- 宣傳：中村美繪、安藤ひと美
- 助理製作人：岡田愛、神谷綾子
- 執行製作人：井本直樹、浦城義明、都田和志
- 製作：三宅容介、宮路敬久、丹羽多聞アンドリウ、松田圭太、佐伯寛之
- 企畫：ポニーキャニオン
- 製作生產：サモワール
- 製作・著作：「戦国BASARA -MOONLIGHT PARTY-」製作委員会（ポニーキャニオン、日本出版販売、BS-TBS、ライスフィールド、サモワール） / MBS

### 播放列表
| 話數 | 電視台 | 播出日期       | 標題                      | 劇本                | 演出         |
| ---- | ------ | -------------- | ------------------------- | ------------------- | ------------ |
| 1st  | MBS    | 2012年7月12日  | ribal of eternity         | 高橋奈津子          | 松田圭太     |
| 1st  | BS-TBS | 2012年9月4日   | ribal of eternity         | 高橋奈津子          | 松田圭太     |
| 2nd  | MBS    | 2012年7月19日  | Now,you get up!           | 山口亮太            | 松田圭太     |
| 2nd  | BS-TBS | 2012年9月11日  | Now,you get up!           | 山口亮太            | 松田圭太     |
| 3rd  | MBS    | 2012年7月26日  | get over difficulties     | 高橋奈津子          | アベユーイチ |
| 3rd  | BS-TBS | 2012年9月18日  | get over difficulties     | 高橋奈津子          | アベユーイチ |
| 4th  | MBS    | 2012年8月16日  | aqua luna                 | 山口亮太            | アベユーイチ |
| 4th  | BS-TBS | 2012年9月25日  | aqua luna                 | 山口亮太            | アベユーイチ |
| 5th  | MBS    | 2012年8月23日  | strong bond with a friend | 高橋奈津子          | アベユーイチ |
| 5th  | BS-TBS | 2012年10月2日  | strong bond with a friend | 高橋奈津子          | アベユーイチ |
| 6th  | MBS    | 2012年8月30日  | Lunar eclipse             | 山口亮太            | アベユーイチ |
| 6th  | BS-TBS | 2012年10月9日  | Lunar eclipse             | 山口亮太            | アベユーイチ |
| 7th  | MBS    | 2012年9月6日   | blood moon                | 山口亮太            | 松田圭太     |
| 7th  | BS-TBS | 2012年10月16日 | blood moon                | 山口亮太            | 松田圭太     |
| 8th  | MBS    | 2012年9月13日  | I never break your heart  | 高橋奈津子          | 松田圭太     |
| 8th  | BS-TBS | 2012年10月23日 | I never break your heart  | 高橋奈津子          | 松田圭太     |
| 9th  | MBS    | 2012年9月20日  | Moonlight Party           | 高橋奈津子 山口亮太 | 松田圭太     |
| 9th  | BS-TBS | 2012年10月30日 | Moonlight Party           | 高橋奈津子 山口亮太 | 松田圭太     |

- MBS - 8月2日及8月9日因2012年夏季奧林匹克運動會暫停播出。

## 系列
- 《戰國BASARA》2005年7月21日發售
- 《戰國BASARA2》2006年7月27日發售
- 《戰國BASARA2英雄外傳 HEROES》2007年11月29日發售
- 《戰國BASARA X》PS2版2008年6月26日發售
- 《戰國BASARA 熱戰英雄》2009年4月9日發售
- 《戰國BASARA3》2010年7月29日發售
- 《戰國BASARA 年代群雄》2011年7月21日發售
- 《戰國BASARA3 宴》2011年11月10日發售
- 《戰國BASARA4》2014年1月23日發售
- 《戰國BASARA4 皇》2015年7月23日發售
- 《戰國BASARA 真田幸村傳》2016年8月25日發售

## 關聯出版品
- CD
  - 戰國BASARA OST
  - 戰國BASARA ~宿命！川中島合戰~ (戦国BASARA ～宿命！川中島の合戦～)（Drama CD）
  - 戰國BASARA2 OST
  - 戰國BASARA2 ~百花繚乱！小田原之役~ (戦国BASARA2 ～百花繚乱! 小田原の役～)（Drama CD）
  - 戰國BASARA2 ~蒼穹！姊川之戰~ (戦国BASARA2 ～蒼穹！姉川の戦い～)（Drama CD）
  - 戰國BASARA2 ~紅蓮！三方原之戰~ (戦国BASARA2 ～紅蓮！三方ヶ原の戦い～)（Drama CD）
  - 戰國BASARA2 ~漆黑！本能寺之變~ (戦国BASARA2 ～漆黒！本能寺の変～)（Drama CD）
  - 戰國BASARA2 英雄外傳 OST
  - 戰國BASARA2 ~邂逅！瀨戶内之戰~ (戦国BASARA2　～邂逅！瀬戸内の戦い～)（Drama CD）
- 主題曲
  - 戰國BASARA
    - 「Crosswise」 歌手：T.M.Revolution

  - 戰國BASARA2
    - OP：「DIVE into YOURSELF」 歌手：HIGH and MIGHTY COLOR（日语：HIGH and MIGHTY COLOR） （使用於PS2版）
    - OP：「BLADE CHORD」 歌手：abingdon boys school （使用於Wii版）
    - ED：「Brave」 歌手：伴都美子

  - 戰國BASARA2 英雄外傳
    - OP：「BLADE CHORD」 歌手：abingdon boys school
    - 插入曲：「」 歌手：能登麻美子

  - 戰國BASARA X
    - 「Crosswise」 歌手：T.M.Revolution

  - 戰國BASARA 熱戰英雄
    - OP：「JAP」 歌手：abingdon boys school
    - ED：「Sailing free」 歌手：OLIVIA

  - 戰國BASARA3
    - OP：「Naked arms」 歌手：T.M.Revolution
    - ED：「逆光」 歌手：石川智晶

  - 戰國BASARA 年代群雄
    - OP：「FLAGS」 歌手：T.M.Revolution（同劇場版The Last Party的主題曲）
    - 插入曲：「誓い」 歌手：Do As Infinity

  - 戰國BASARA3 宴
    - OP：「UTAGE」 歌手：T.M.Revolution
    - ED：「黃昏」 歌手：Do As Infinity

  - 戰國BASARA HD Collection
    - OP：「WE aRE」 歌手：abingdon boys school

  - 戰國BASARA4
    - OP：「Count ZERO」 歌手：T.M.Revolution
    - ED：「Runners high」 歌手：SCANDAL

  - 戰國BASARA4 皇
    - OP：「DOUBLE-DEAL」 歌手：T.M.Revolution
    - ED：「Heavenly Blue」 歌手：石川智晶

  - 戰國BASARA 真田幸村傳
    - OP：「Committed RED」 歌手：T.M.Revolution
- 漫畫
  - 戰國BASARA Official anthology comic 天霸編（オフィシャルアンソロジーコミック 天覇編） CAPCOM
  - 戰國BASARA (1～3）Media Factory
  - 戰國BASARA anthology comic（アンソロジーコミック） ENTERBRAIN
  - 戰國BASARA 4格 anthology comic（４コマアンソロジーコミック） ENTERBRAIN
  - 戰國BASARA Official anthology comic 地裂編（オフィシャルアンソロジーコミック　地裂編） CAPCOM
  - 戰國BASARA anthology comic 烈火之章（アンソロジーコミック 烈火の章） ENTERBRAIN
  - 戰國BASARA anthology comic 雷鳴之章（アンソロジーコミック 雷鳴の章） ENTERBRAIN

- 模型 
  - 政宗・幸村・信長・濃姬・（全5種） 株式會社YAMATO

- DVD BOOK
  - 戰國BASARA FILM DVD BOOK 七番勝負！

## 外部連結
遊戲
- （日語）戰國BASARA系列官方網站（CAPCOM） （页面存档备份，存于）
- （日語）戰國BASARA官方網站（CAPCOM） （页面存档备份，存于）
- （日語）戰國BASARA2 官方網站（CAPCOM） （页面存档备份，存于）
- （日語）戰國BASARA2 英雄外傳官方網站（CAPCOM） （页面存档备份，存于）
- （日語）戰國BASARA X官方網站（CAPCOM） （页面存档备份，存于）
- （日語）戰國BASARA 熱戰英雄官方網站（CAPCOM） （页面存档备份，存于）
- （日語）戰國BASARA3 官方網站（CAPCOM） （页面存档备份，存于）
- （日語）戰國BASARA 年代群雄官方網站（CAPCOM） （页面存档备份，存于）
- （日語）戰國BASARA3 宴官方網站（CAPCOM） （页面存档备份，存于）
- （日語）戰國BASARA4官方網站（CAPCOM） （页面存档备份，存于）
- （日語）戰國BASARA4 皇官方網站（CAPCOM） （页面存档备份，存于）
- （日語）戰國BASARA 真田幸村傳官方網站（CAPCOM） （页面存档备份，存于）
- （日語）戰國BASARA 戰鬥派對官方網站（CAPCOM） （页面存档备份，存于）

動畫
- （日語）電視動畫第一季官方網站
- （日語）電視動畫第二季官方網站[永久]
- （日語）電視動畫官方網站（每日放送） （页面存档备份，存于）
- （日語）電視動畫官方網站（中部日本放送） （页面存档备份，存于）
- （日語）電視動畫Judge End官方網站 （页面存档备份，存于）
- （日語）電視動畫「學園BASARA」官方網站｜TBS電視台 （页面存档备份，存于）

漫畫
- （日語）戰國BASARA3 -ROAR OF DRAGON-（Jump Square）

電視劇
- （日語）戰國BASARA -MOONLIGHT PARTY-官方網站 （页面存档备份，存于）
- （日語）戰國BASARA -MOONLIGHT PARTY-官方網站（每日放送） （页面存档备份，存于）
- （日語）戰國BASARA -MOONLIGHT PARTY-」官方網站（BS-TBS） （页面存档备份，存于）